# Cearl
Cearl (begin 7de eeuw) was koning van het  Koninkrijk Mercia, hij was geen zoon van de vorige koning Pybba.

## Context
Koning Æthelfrith van Northumbria was begin de 7de eeuw de machtigste koning van Engeland. In 616 kwam hij om het leven in de slag bij de rivier de Idle tegen koning Rædwald van East Anglia. Koning Rædwald was beschermheer van Edwin, die getrouwd was met de dochter van Cearl, Cwenburh of Quenberga. Raedwald schonk het Koninkrijk Northumbria aan Edwin en het koninkrijk Mercia aan Cearl als vazalstaten. Raedwald stierf ca.624, de opkomst van Penda, die Edwin en Cearl zal verdrijven.